# بلع (فیلم)
«بلع» (انگلیسی: Gulp (film)) یک فیلم است که در سال ۲۰۱۱ منتشر شد.